# Tour de France de 1949
O Tour de France 1949 foi a 36º Volta a França, teve início no dia 30 de Junho e concluiu-se em 21 de Julho de 1949.
A corrida foi composta por 21 etapas, no total de 4.808 km, foram percorridos com uma média de 32,121 km/h.
Partiram 120 ciclistas em 13 equipes. As equipes foram formadas com vario número de corredores. Chegaram a Paris 55 competidores.
Destaque para a equipe Italy que chegou ao final completa.

## Resultados

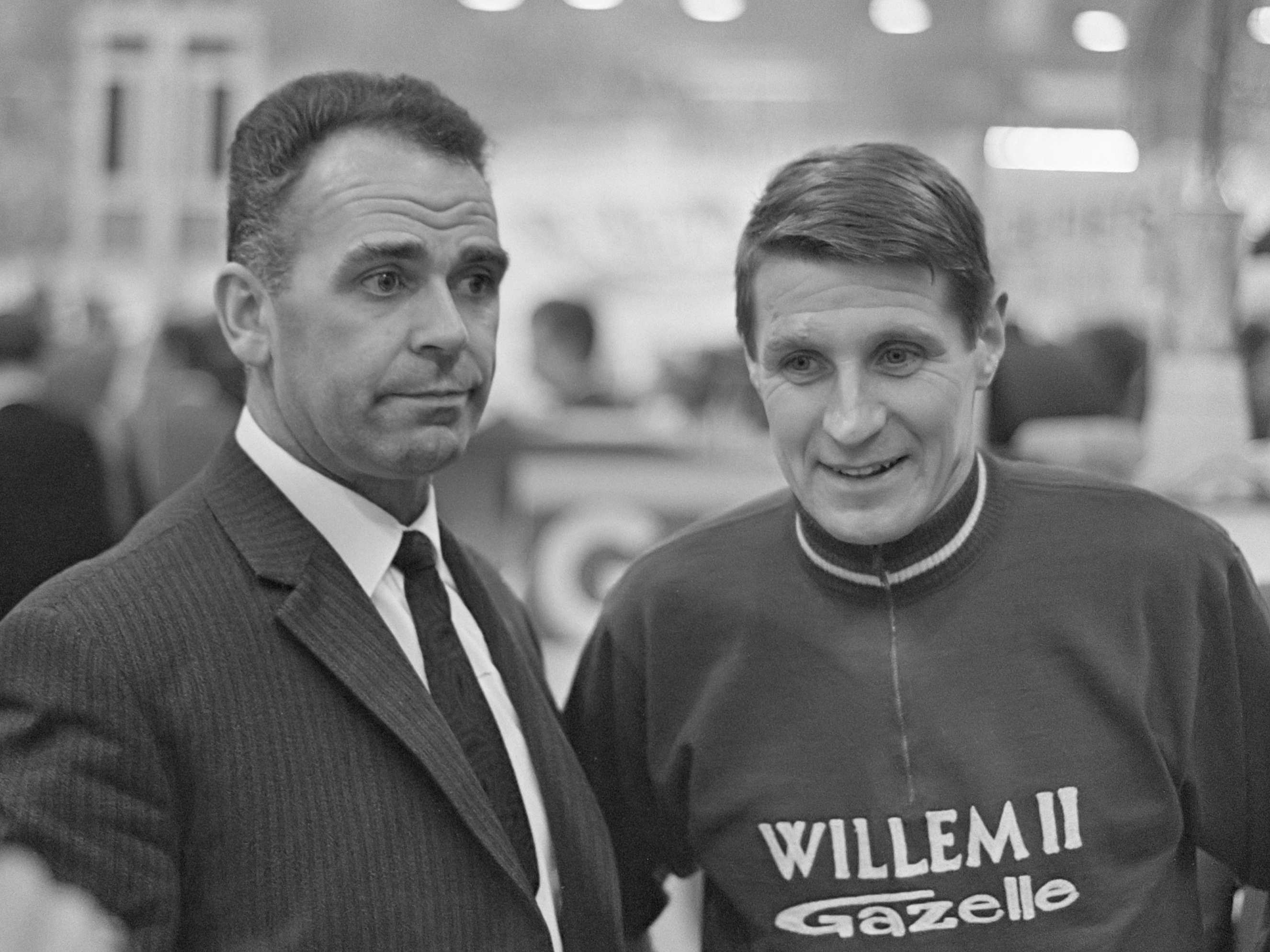
Rik Van Steenbergen
ciclista belga (1924-2003)

### Classificação Geral
| Pos | Nome              | País       | Tempo (velocidade média)   |
| --- | ----------------- | ---------- | -------------------------- |
| 1   | Fausto Coppi      | Itália     | 149h 40' 49" (32,121 km/h) |
| 2   | Gino Bartali      | Itália     | 10' 55"                    |
| 3   | Jacques Marinelli | França     | 25' 13"                    |
| 4   | Jean Robic        | França     | 34' 28"                    |
| 5   | Marcel Dupont     | Bélgica    | 38' 59"                    |
| 6   | Fiorenzo Magni    | Itália     | 42' 10"                    |
| 7   | Stan Ockers       | Bélgica    | 44' 35"                    |
| 8   | Jean Goldschmit   | Luxemburgo | 47' 24"                    |
| 9   | Jean Lazaridès    | França     | 52' 28"                    |
| 10  | Pierre Cogan      | França     | 1h 08' 55"                 |

### Etapas
| Etapa | Percurso                          | km       | Vencedor da etapa   | Líder classificação geral |
| 1ª    | Paris - Reims                     | 182      | Marcel Dussault     | Marcel Dussault           |
| 2ª    | Reims - Bruxelas                  | 273      | Roger Lambrecht     | Roger Lambrecht           |
| 3ª    | Bruxelas - Boulogne-sur-Mer       | 211      | Norbert Callens     | Norbert Callens           |
| 4ª    | Boulogne-sur-Mer - Rouen          | 185      | Lucien Teisseire    | Jacques Marinelli         |
| 5ª    | Rouen - Saint-Malo                | 293      | Ferdi Kubler        | Jacques Marinelli         |
| 6ª    | Saint-Malo - Les Sables d'Olonne  | 305      | Adolphe Deledda     | Jacques Marinelli         |
| 7ª    | Les Sables d'Olonne - La Rochelle | 92(CR)   | Fausto Coppi        | Bernard Gauthier          |
| 8ª    | La Rochelle - Bourdeaux           | 262      | Guy Lapébie         | Jacques Marinelli         |
| 9ª    | Bourdeaux - San Sebastián         | 228      | Louis Caput         | Jacques Marinelli         |
| 10ª   | San Sebastián - Pau               | 192      | Fiorenzo Magni      | Fiorenzo Magni            |
| 11ª   | Pau - Luchon                      | 193      | Jean Robic          | Fiorenzo Magni            |
| 12ª   | Luchon - Toulouse                 | 134      | Rik Van Steenbergen | Fiorenzo Magni            |
| 13ª   | Toulouse - Nîmes                  | 289      | Emile Idée          | Fiorenzo Magni            |
| 14ª   | Nîmes - Marselha                  | 199      | Jean Goldschmit     | Fiorenzo Magni            |
| 15ª   | Marselha - Cannes                 | 215      | Désiré Keteleer     | Fiorenzo Magni            |
| 16ª   | Cannes - Briançon                 | 275      | Gino Bartali        | Gino Bartali              |
| 17ª   | Briançon - Aosta                  | 257      | Fausto Coppi        | Fausto Coppi              |
| 18ª   | Aosta - Lausana                   | 265      | Vincenzo Rossello   | Fausto Coppi              |
| 19ª   | Lausana - Colmar                  | 283      | Raphaël Géminiani   | Fausto Coppi              |
| 20ª   | Colmar - Nancy                    | 137 (CR) | Fausto Coppi        | Fausto Coppi              |
| 21ª   | Nancy - Paris                     | 340      | Rik Van Steenbergen | Fausto Coppi              |

CR = Contra-relógio individual
CRE = Contra-relógio por equipes